# Marcel Roy
Marcel Roy (nascido em 21 de abril de 1942) é um ex-ciclista canadense. Ele representou o Canadá nos Jogos Olímpicos de Verão de 1968, na Cidade do México.